# Ogcodes merens
Ogcodes merens är en tvåvingeart som beskrevs av Nartshuk 1982. Ogcodes merens ingår i släktet Ogcodes och familjen kulflugor. Inga underarter finns listade i Catalogue of Life.